# Vesna Trivalić
Vesna Trivalić (en cirílico: Весна Тривалић; n. 13 de marzo de 1965, Belgrado, Yugoslavia) es una actriz de cine serbia. Apareció en muchas de las mejores producciones yugoslavas anteriores y posteriores a la guerra y es considerada una de las más grandes comediantes del cine serbio.

## Biografía
Trivalić se licenció en la Facultad de Arte Dramático de Belgrado en 1984 y debutó con un pequeño papel en la película Špadijer jedan život de 1986. Posteriormente apareció en películas reconocidas por la crítica internacional como Oktoberfest (1987, entró en el Festival Internacional de Cine de Moscú), Kako je propao rokenrol (1989), Mi nismo anđeli o Tito i ja (1992).
Tras las guerras yugoslavas llegaron sus mejores papeles en Lajanje na zvezde, Rane (ambas de 1998) y La vida es un milagro (2004), dirigida por Emir Kusturica y que participó en el Festival de Cannes 2004.

## Filmografía
La siguiente es una selección de su filmografía:
- Već viđeno (1987)
- Oktoberfest (1987)
- Kako je propao rokenrol (1989)
- Mi nismo anđeli ˙(1992)
- Tito i ja (1992)
- Urnebesna tragedija (1994)
- Otvorena vrata (TV) (1994–1995)
- Zla žena (1998)
- Savior (1998)
- Rane (1998)
- Rat uživo (2000)
- Život je čudo (2004)
- Mi nismo anđeli 2 (2005)